# سیارک ۲۶۴۵۵
سیارک ۲۶۴۵۵ (به انگلیسی: 26455 Priyamshah، نامگذاری:2000AP95)۲۶۴۵۵مین سیارک کشف شده‌است که در ۰۴ ژانویه ۲۰۰۰ کشف شد.